# Кубок володарів Кубків з хокею на траві (чоловіки)
Кубок володарів Кубків європейських країн з хокею на траві (англ. EuroHockey Cup Winners Cup) — це змагання з хокею на траві серед чоловіків для клубів–володарів національних кубків європейських країн, яке існувало з 1990 по 2007 рік. Вперше було зіграно в 1990 року.

## Призери
| 1990 | Франкфурт, ФРН         | «Хаунслоу» (Англія)                  | «Амстердам» (Голландія)      |
| 1991 | Тарраса, Іспанія       | «Кампонг» (Голландія)                | «Хавант» (Англія)            |
| 1992 | Вюхт, Голландія        | «ХГЛ» (Голландія)                    | «Хаунслоу» (Англія)          |
| 1993 | Бірмінгем, Англія      | «ХГЛ» (Голландія)                    | «Хаунслоу» (Англія)          |
| 1994 | Тарраса, Іспанія       | «Атлетік» (Тарраса, Іспанія)         | «ХГЛ» (Голландія)            |
| 1995 | Кальярі, Італія        | «Харвештудер» (Німеччина)            | «ГДМ» (Голландія)            |
| 1996 | Гаага, Голландія       | «Дуркхаймер» (Німеччина)             | «ГДМ» (Голландія)            |
| 1997 | Редінг, Англія         | « Гладбахер» (Німеччина)             | «Редінг» (Англія)            |
| 1998 | Гертогенбос, Голландія | «Ден Бос» (Голландія)                | «СКА» (Єкатеринбург) (Росія) |
| 1999 | Амстердам, Голландія   | «Амстердам» (Голландія)              | «Атлетік» (Тарраса, Іспанія) |
| 2000 | Тарраса, Іспанія       | «Атлетік» (Тарраса, Іспанія)         | «Редінг» (Англія)            |
| 2001 | Гертогенбос, Голландія | «Ден Бос» (Голландія)                | «Гладбахер» (Німеччина)      |
| 2002 | Ейндховен, Голландія   | «Оранж Цварт» (Ейндховен, Голландія) | «Редінг» (Англія)            |
| 2003 | Тарраса, Іспанія       | «Амстердам» (Голландія)              | «Альстер» (Німеччина)        |
| 2004 | Ейндховен, Голландія   | «Оранж Цварт» (Ейндховен, Голландія) | «Кеннек» (Англія)            |
| 2005 | Лілль, Франція         | «Вілла де Мадрид» Іспанія)           | «Кеннек» (Англія)            |
| 2006 | Редінг, Англія         | «Блюмендаль» (Голландія)             | «Редінг» (Англія)            |
| 2007 | Мадрид, Іспанія        | «Амстердам» (Голландія)              | «Кеннек» (Англія)            |